# 富山高等専門学校
富山高等専門学校（とやまこうとうせんもんがっこう、英: National Institute of Technology, Toyama College, 略称：富山高専、NIT, Toyama College）は、富山県富山市本郷町（本郷キャンパス）および富山県射水市海老江練合（射水キャンパス）にある国立の高等専門学校。

## 概要
国立高等専門学校の高度化再編に伴い、2009年（平成21年）10月1日に、富山市の富山工業高等専門学校（1964年設置）と射水市の富山商船高等専門学校（1906年創基、1967年設置）が統合し、新たに富山高等専門学校が設置された。工学系４学科（機械システム工学科、電気制御システム工学科、電子情報工学科、物質化学工学科）と全国では稀な人文社会系の国際ビジネス学科、東日本では唯一の商船学科という幅広い教育分野の本科６学科、そしてそれぞれの学科に引き続く専攻科を有する。富山市に本郷キャンパスを、射水市に射水キャンパスと臨海実習場を有しており、全国の高専でも最大規模の敷地面積を有する。約1,400名の学生が在籍しており、文系科を設置していることから女子学生比率が高く、国立高専平均比率が約2割程度な事に対し、富山高専では在学生の約3分の1が女子学生である。

## 所在地・アクセス

### 本郷キャンパス
〒939-8630 富山県富山市本郷町13番地
- バス：富山駅南口から国立高専行き終点約30分

- 電車：電鉄富山駅から岩峅寺行き小杉駅下車約14分、徒歩約15分

- 電車：岩峅寺駅から電鉄富山行き布市駅下車約15分、徒歩約15分

### 射水キャンパス
〒933-0293 富山県射水市海老江練合1番2
- バス：富山駅南口から新港東口行き練合下車約30分、徒歩2分

- バス：富山駅北口から国立高専射水行き終点約40分

- バス：高岡駅北口から富山高専行き終点約45分

### 臨海実習場
〒933-0226 富山県射水市堀江千石６番４

## 理念・目標

### 教育理念
「創意・創造」「自主・自律」「共存・共生」

### 教育目標
1. 専門知識・技術を有し、将来、研究開発やビジネスをリードする能力を有した人材の育成
2. 自ら考え、主張し、行動する主体性を有した人材の育成
3. 豊かな教養と倫理観を有し、他者や地球との共生の精神を有した人材の育成

## 象徴

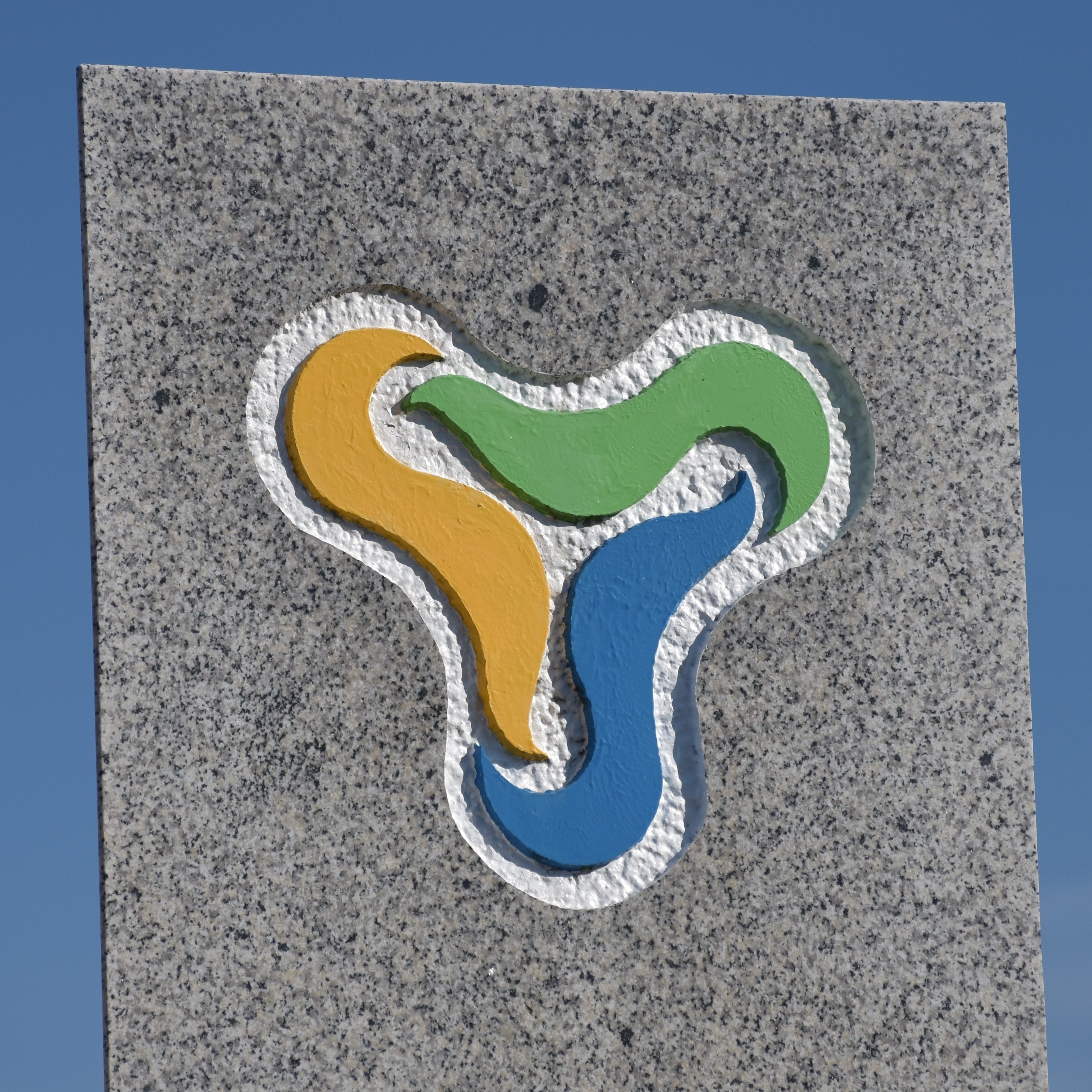
校章(記念碑から)

### 校章
学生・学校・地域の３者が互いに手を取り合っている様子を表現し、協力・交流・持続的社会といったメッセージがこめられている。組み合わさって表現される形は、アルファベットのＴをイメージし、Think（考える）、True（真実）、Thank（感謝）の３つの英単語の頭文字であると同時に、これらを包み込む母体であるToyama（富山）のＴをあらわしている。

### 校歌
「われら未来へ」 作詞：片岡 輝、作曲：池辺 晋一郎

## 沿革
- 2009年（平成21年）10月 - 富山高等専門学校設置（機械システム工学科、電気制御システム工学科、物質化学工学科、電子情報工学科、国際ビジネス学科、商船学科及び専攻科）。
- 2010年（平成22年）4月 - 新学科生、専攻科生受入。
- 2015年（平成27年）3月 - 第1回卒業式、修了式。
- 2017年（平成29年）3月 - 独立行政法人大学改革支援・学位授与機構による高等専門学校機関別認証評価の認定。

## 歴代校長
- 初代 米田 政明 - 元富山大学工学部長　工学博士
- 二代 石原 外美 - 元富山大学工学部長　工学博士
- 三代 賞雅 寛而 - 元東京海洋大学副学長　工学博士
- 四代 國枝 佳明

## 設置課程

### 本科（準学士課程）
修業年限は５年（商船学科は５年６ヵ月）。卒業生は準学士の称号が授与される。
工学系
- 機械システム工学科（本郷キャンパス）（定員40名）
略称はM科。英称の「Department of Mechanical Engineering」から。
- 電気制御システム工学科（本郷キャンパス）（定員40名）
略称はE科。英称の「Department of Electrical and Control Systems Engineering」から。
- 物質化学工学科（本郷キャンパス）（定員40名）
略称はC科。英称の「Department of Applied Chemistry and Chemical Engineering」から。
- 電子情報工学科（射水キャンパス）（定員40名）
略称はI科。英称は「Department of Electronics and Computer Engineering」だがE科と重複するため、「Information Engineering」から。

人文社会系
- 国際ビジネス学科（射水キャンパス）（定員40名）
略称はK科。英称は「Department of International Business」だがI科と重複するため、「Kokusai」から。

商船系
- 商船学科（射水キャンパス）（定員40名）　国際海事機関におけるSTCW条約に基づき国土交通省により認定審査される教育プログラム
略称はS科。英称は「Department of Maritime Thechnology」だがM科と重複するため、「Shōsen」から。
  - 航海コース（２年次から）　卒業生は３級海技士（航海）の筆記試験が免除される。
  - 機関コース（２年次から）　卒業生は３級海技士（機関）の筆記試験が免除される。

教養系
- 一般教養科（本郷キャンパス・射水キャンパス）　学生は配属されず、教養課程として一般科目を担う学科。 
略称はG科。英称の「Department of General Education」から。

### 専攻科（学士課程）
修業年限は２年。修了生は大学改革支援・学位授与機構の審査に合格することにより、それぞれ学士（工学・社会科学・商船学）の学位が授与される。
工学系
- エコデザイン工学専攻（本郷キャンパス）（定員24名）「エコデザイン工学」教育プログラム（日本技術者教育認定機構(JABEE)認定）
略称はEC。英称の「ECOdesign Engineering Course」から。

- 制御情報システム工学専攻（射水キャンパス）（定員8名）「制御情報システム工学」教育プログラム（日本技術者教育認定機構(JABEE)認定）
略称はCI。英称の「Control Information Systems Engineering Course」から。

人文社会系
- 国際ビジネス学専攻（射水キャンパス）（定員4名）
略称はIB。英称の「International Business Course」から。

商船系
- 海事システム工学専攻（射水キャンパス）（定員4名）
略称はMS。英称の「Maritime System Engineering Course」から。

## 施設・センター

### 施設

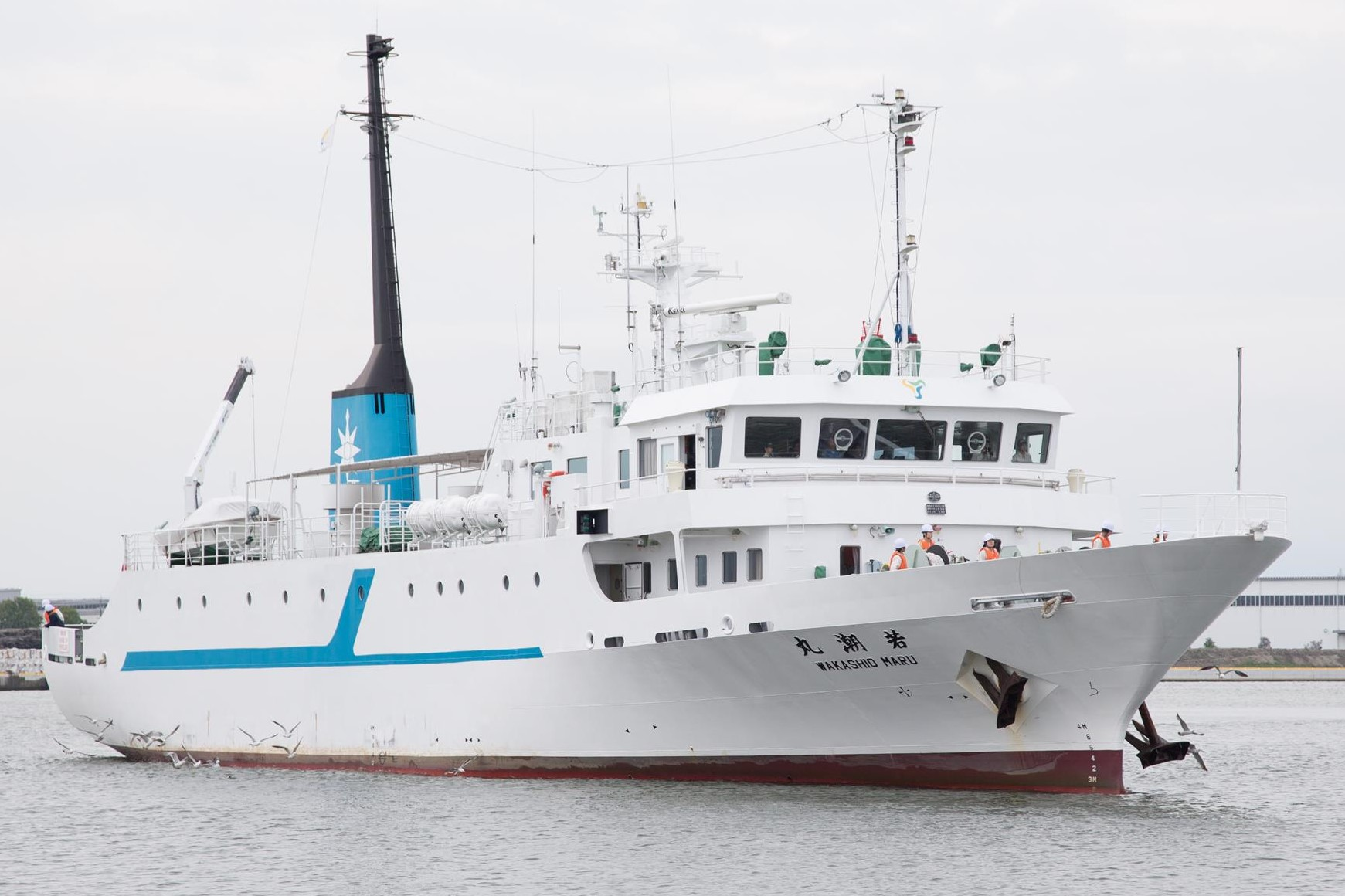
練習船若潮丸

本郷キャンパス
実習工場、図書館、第一体育館、第二体育館、武道館、福利厚生施設（竹明館）、学生寮（仰岳寮）、合宿研修所、国際交流施設、グラウンド、野球場、テニスコート、弓道場、音楽練習場
射水キャンパス
実験実習棟、水槽実験棟、ガスタービン実験棟、図書館、第1体育館、第2体育館、武道館、福利厚生施設（奈呉の浦会館）、学生寮（和海寮）、合宿研修施設、あいの風会館、国際交流施設、グラウンド、野球場、テニスコート

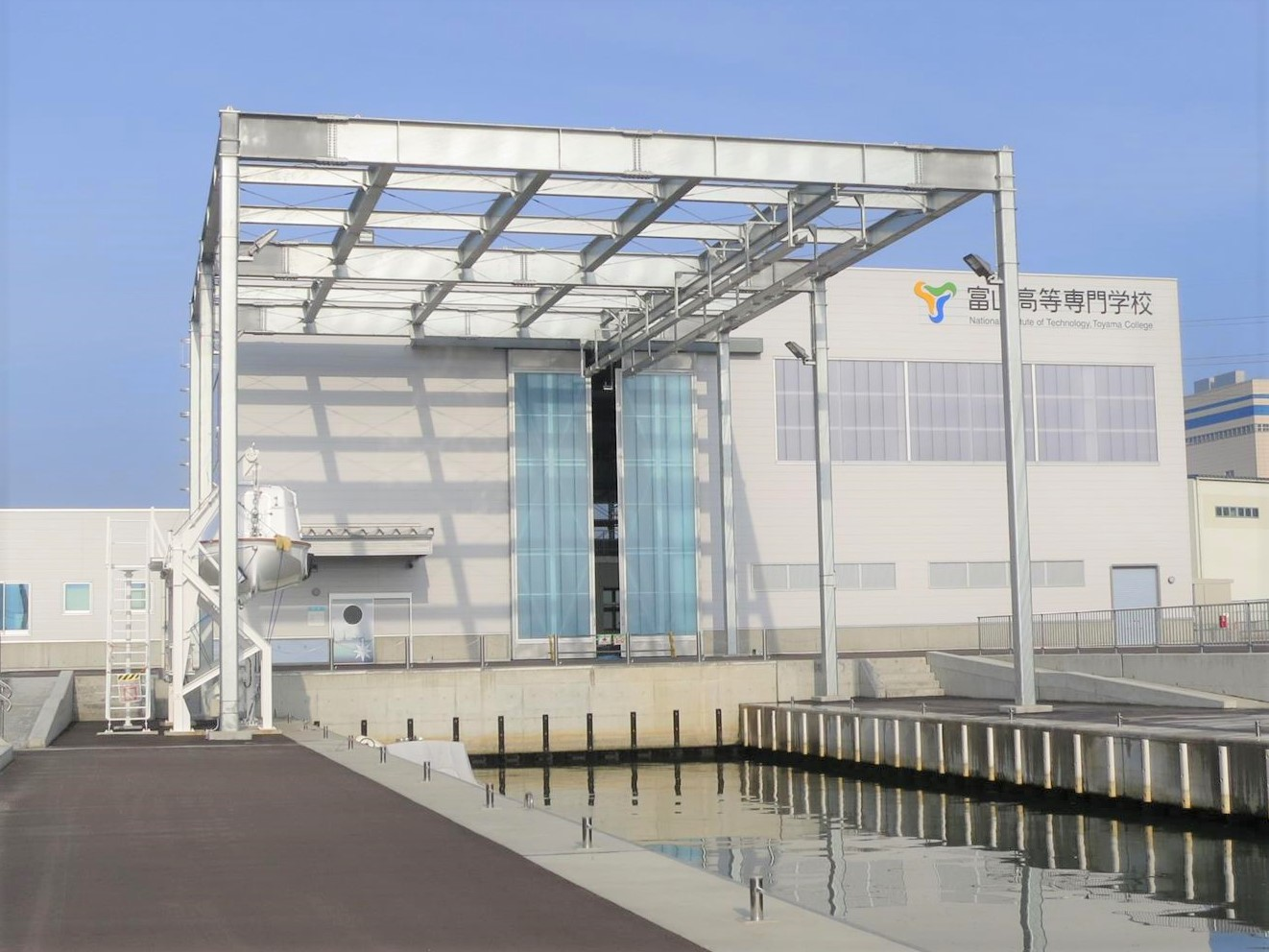
臨海実習場
練習船若潮丸、艇庫、臨海合宿研修所

### センター
- ソリューションセンター
教職員の研究活動による成果や実践的な技術開発力を活用して、企業・自治体等との連携の下、地域の産学官連携を加速し、地域産業における技術的課題の解決を図るとともに、技術力の継承・発展及びそれを担う学生をはじめとする人材の育成に貢献し、地域の活性化に資することを目的とするセンター
- 研究高度化推進センター
研究活動の高度化を目指し、他高専・大学・研究所等との連携の下、研究力を向上し、その成果を学生等の教育へ還元することを目的とするセンター
- 国際教育センター
教育・研究における国際交流、国際貢献及び地域における国際交流活動を戦略的に推進して、国際化と語学教育の充実を図るとともに、世界的視野と国際社会に通用するコミュニケーション能力を持った学生の育成及び教員の能力向上を図ることを目的とするセンター
- 入試広報センター
富山高等専門学校の広報全般、とりわけ志願者向け入試広報の活動を担当することを目的とするセンター
- 図書館情報センター
教育研究に必要な図書の整備並びに情報処理に関する環境整備及び情報処理教育の支援を行うことを目的とするセンター
- 船舶運航センター
臨海実習場の運営及び練習船の運航を円滑に管理するとともに、学生実習教育及び研究等の支援を行うことを目的とするセンター

## 学生会・部活動
学生会
- 本郷キャンパス学生会　会長ー副会長ー総務局・会計局・体育局・企画局・環境局・広報局・部活動局
- 射水キャンパス学生会　会長ー副会長ー会計・書記ー総務委員会・美化委員会・文化委員会・交通委員会・風紀委員会・体育委員会・生協委員会

体育系クラブ
陸上競技、サッカー、野球、柔道、剣道、バレーボール、バスケットボール、ラグビー、テニス、バドミントン、卓球、水泳、ハンドボール（本郷）、弓道（本郷）、ヨット（射水）、漕艇（射水）、フリースタイルダンス（射水）
文化系クラブ
メカテック・メカトロ技術研究、吹奏楽、軽音楽、美術、写真、茶道、ピアノ（本郷）、囲碁・将棋（本郷）、鉄道（本郷）、新聞（射水）、デジタルメディア創作（射水）
同好会
知能プログラミング研究（本郷）、文芸（射水）、書道（射水）、日本舞踊（射水）、ＥＳＳ（射水）、機関学（射水）、アントレプレナー研究（射水）
なお一部クラブは両キャンパス合同での活動を行っている。

## 年間行事
- 4月　  入学式、クラブ紹介、新入生オリエンテーション
- 5月　  新入生合宿研修、北斗祭（文化祭：射水隔年）、専攻科推薦入試
- 6月　  前期中間試験、北陸地区高専体育大会、専攻科学力入試
- 7月　  前期末試験、カッターレース大会（射水）
- 8月　  夏季休業、全国高専体育大会、インターンシップ、４年次編入学入試
- 9月　  夏季休業、工場・企業見学（修学旅行）、商船学科卒業式（射水）
- 10月　ロボットコンテスト、合同球技大会
- 11月　後期中間試験、企業研究会、志峰祭（文化祭：本郷隔年）
- 12月　冬季休業
- 1月　  推薦入試
- 2月　  学年末試験、卒業研究発表会、学力入試
- 3月　  春季休業、卒業式

## 対外関係

### 国内
他大学との協定
- 大学コンソーシアム富山による単位互換協定[3]（富山大学、富山県立大学、富山国際大学、高岡法科大学、富山短期大学、富山福祉短期大学）
- ｅラーニング高等教育連携事業による単位互換協定[4]（長岡技術科学大学、豊橋技術科学大学、九州工業大学　等）
- 地（知）の拠点大学による地方創生事業（COC＋）に関する協定[5]（富山大学及び富山県内高等教育機関、地方公共団体、企業、地域メディア　等）
- 大学院推薦入学に関する協定[6]（富山大学）
- 海洋資源環境学連携教育プログラム[7]（東京海洋大学との共同教育課程）

その他団体との協定
- 地方公共団体との包括連携協定（富山市[8]、射水市[9]、黒部市[10]、南砺市[11]）
- 一般社団法人富山県機電工業会との包括協定[12]

### 海外
国際学術協定校
- ハワイ大学　カウアイコミュニティカレッジ（アメリカ）
- 北アイルランド　サウスイースタン地区連合カレッジ（イギリス）
- ハンガリー科学アカデミー、パズマニー・ペーテルカトリック大学、ブダペスト工科経済大学（ハンガリー）
- ヴァーサ・リュセオ高等学校（フィンランド）
- 東北大学（中国）
- キングモンクット工科大学ラカバン校、ランプーン農業技術カレッジ（タイ）
- テマセクポリテクニク、ナンヤンポリテクニク（シンガポール）

## 出身者
- 佐竹 美希（フリーアナウンサー）
- 平野 稜二（漫画家)
- flat（youtuber)

## 特色
- 入試で50％が推薦、残り50％が学力となる。本郷は専願で射水は併願だったが、2013年（平成25年）度入試から両キャンパスとも併願となったが、現在では合格者全員参加の入学説明会が富山県立高校の入試の1日目に行われるため、併願は実質不可能となっている（富山高専への合格後、富山県立高校の入試を受けた場合、富山高専へ入学することが出来なくなる）。
- 入学式は富山駅北の富山市芸術文化ホール（オーバード・ホール）にて、本郷・射水両キャンパス合同で行われる。
- 2015年（平成27年）から卒業式も富山市芸術文化ホールで、本郷・射水両キャンパス合同で行われる。
- 唯一5年半の課程である商船学科の卒業式は9月に射水キャンパスで行われる。登檣礼（とうしょうれい、Manning the yards）に則り、映画『愛と青春の旅だち』のような帽子投げが最後に行われる。
- 本郷キャンパスは工学系で統一された学科構成になっている。射水キャンパスは工学系、人文社会系、商船系がそろった「総合高専」と呼ばれていた。高度化再編によって「スーパー高専」と呼ばれるようになった[注釈 3]。
- 伏木富山港の富山新港地区を拠点に練習船「若潮丸」を運用する。日本海側で唯一の商船高専機能を持つ[13]。
- 3年生までが制服で、4年生以降は私服となる。女子の制服には希望でパンツも用意されている。卒業式で4年生はフォーマルな服となっているが、そのまま制服で出席する女子も多い。
- 射水キャンパスは国際ビジネス学科を中心とした1年、半年の留学やロシア語、韓国語、中国語（中国から台湾にシフト）を話す地域へのホームステイ、商船学科のハワイでのインターンシップや、タイや中国、北アイルランドなどとの国際交流が盛んである。シンガポールなどからの留学生の受け入れも多い。
- 学園祭は奇数年に本郷キャンパスの「志峰祭」が11月に、偶数年に射水キャンパスの「北斗祭」が5月（2014年から）に開かれる。後者では練習船「若潮丸」の体験航海（無料）もあるが、事前にネットでの予約制。
- 本郷キャンパスへは富山駅から地鉄バスが出ている。射水キャンパスへは高岡駅から加越能バス、富山駅から地鉄バスがでている。
- 射水キャンパスは全国の高専でも一番女子学生が多いとされ、半数近くが女子学生でにぎやかなキャンパスとなっている。女性教員も3学科で10名と全国高専屈指とされ、男女共同参画のモデル校になっている。
- 統合したにもかかわらず、全国高専ロボコンには2013年（平成25年）時点、両キャンパスから2基ずつ出場している。2002年（平成14年）には富山商船高専のFireWallというロボットが高専ロボコンで最高の名誉である「ロボコン大賞」を受賞し、このマシンは『ロボコン (映画)』でヒロインの長澤まさみたちのチームと決勝で対決している。2013年（平成25年）には射水キャンパスとして出場したSuLuMeが2度目の「ロボコン大賞」を取った。（部活動も同様にキャンパスごとに分けて高専大会に出場にしている）